# Stadtkirche Moers

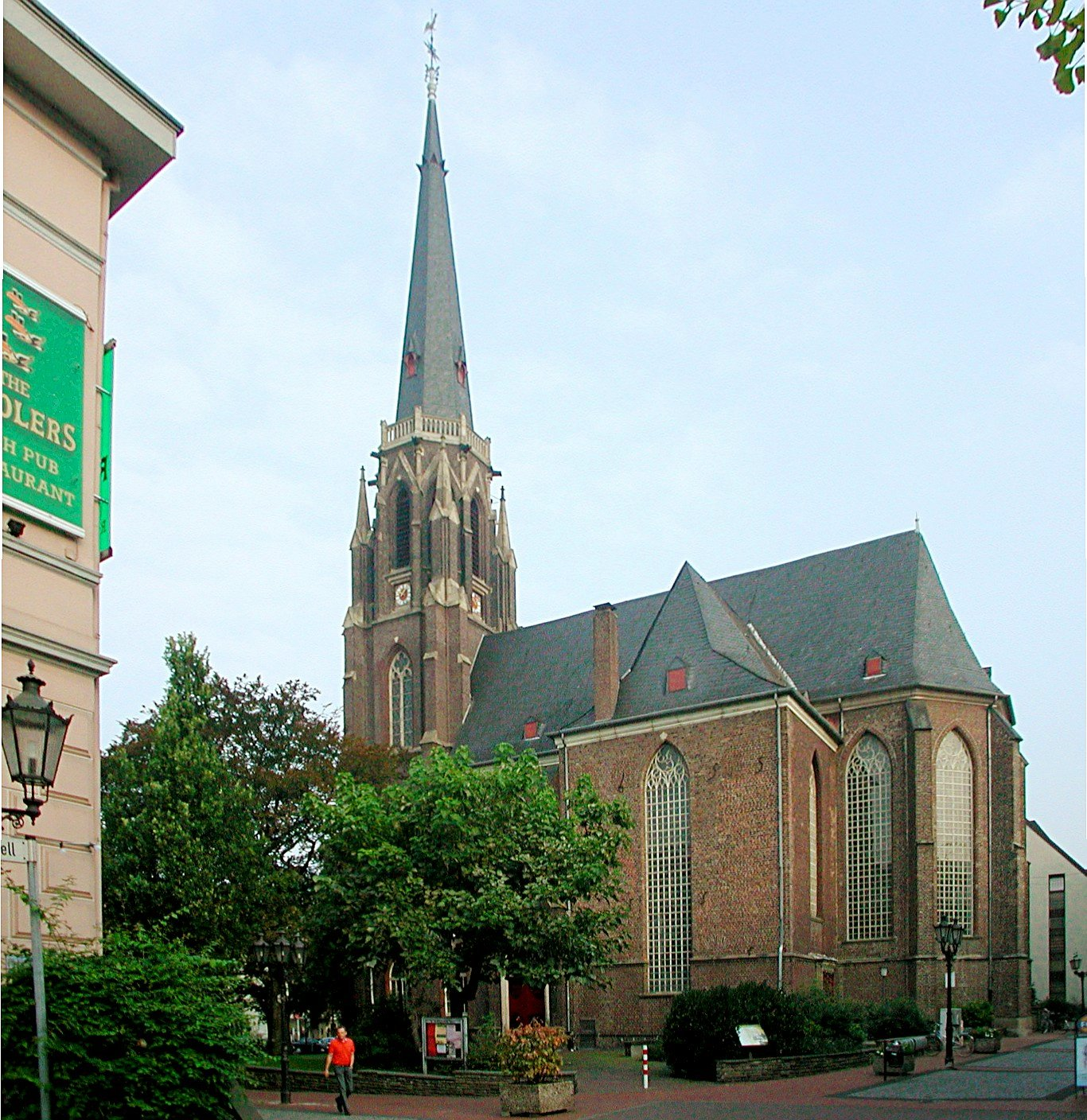
Evangelische Stadtkirche Moers

Die Evangelische Stadtkirche Moers in der Innenstadt von Moers im nordrhein-westfälischen Kreis Wesel ist ein Backsteinbau aus dem 15. Jahrhundert. Die Kirchengemeinde gehört zum Kirchenkreis Moers der Evangelischen Kirche im Rheinland. 

## Standort
Die Kirche befindet sich weithin sichtbar im Zentrum umgeben von Geschäftshäusern in der Nähe des Neumarktes und des Kastellplatzes in der Innenstadt von Moers.

## Geschichte
Das älteste Gotteshaus in der Stadt wurde im 10. oder 11. Jahrhundert erbaut. Der älteste indirekte Nachweis für diese Kirche ist eine Urkunde von 1230. Sie lag vor der späteren umwallten Stadt, dort, wo sich heute die kleine Kapelle auf dem alten Friedhof an der Rheinberger Straße befindet, und hieß Bonifatiuskirche. Der erste Siedlungsbereich lag damit nordöstlich des jetzigen Stadtkerns. Moers gehörte anfangs zum Erzbistum Köln und war dem Archidiakonat Xanten unterstellt.
Vorläufer der Evangelischen Stadtkirche war eine 1363 durch Graf Dietrich VI. gestiftete Kapelle. 1441 übertrug Graf Friedrich III dem Orden der Karmeliten die Verwaltung dieser „Johannes-Evangelist-Kapelle“ mit der Vorgabe, ein Kloster zu gründen. Um 1450 erfolgte sowohl der Bau der Klostergebäude wie auch der Umbau der Kapelle zu der größeren Klosterkirche. Als deren Baumeister wird ein Tilmann genannt, der mit dem 1466 erwähnten Polier am Kölner Dom identifiziert worden ist. Seit der Reformation dient die Klosterkirche als evangelische Stadtkirche.

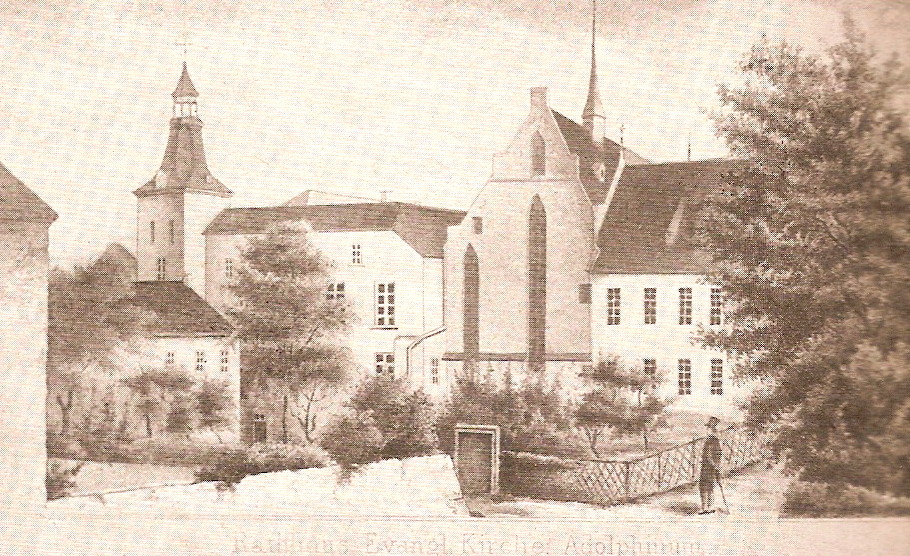
Rathaus Kirche Adolfinum 1850

Graf Hermann von Neuenahr-Moers setzte spätestens bis 1560 in der Stadt und in der Grafschaft Moers die Reformation dauerhaft durch. Graf Hermann erließ auch eine neue Kirchenordnung und löste 1573 das Kloster auf. An Stelle des Klosters gründete er eine Lateinschule, die Anfänge des Gymnasium Adolfinum. Der evangelische Gottesdienst hielt 1608 in der heutigen Stadtkirche Einzug. Da 1605 ein großer Stadtbrand in Moers wütete und fast die gesamte Innenstadt, auch die Klosterkirche, in Asche legte, musste die Kirche wieder aufgebaut werden. Moritz von Oranien (1567–1625) kaufte 1614 Güter und Gebäude des Klosters.

## Architektur
Die ursprünglich einschiffige Backsteinkirche wurde 1655 durch zwei niedrige Querschiffe erweitert. Am südlichen Querschiff ist heute noch die Jahreszahl 1655 abzulesen. Die Kirchenschiffe werden von gepliesterten Kreuzrippengewölben über hölzernen Rippen abgeschlossen.
1889–1891 wurde der neugotische Turm dazu errichtet, nach dem Vorbild der Bochumer Christuskirche (1879). Im Jahr 1898 wurde das alte Gymnasium abgerissen, sodass an der Südseite eine Sakristei mit größerem Portal angebaut werden konnte.
Ab 2011 war die Kirche aufgrund von Generalsanierungsarbeiten und archäologischen Untersuchungen für den Einbau einer neuen Bodenheizung geschlossen und wurde am 8. Mai 2016 nach über fünfjähriger Bauzeit wieder eröffnet.

## Ausstattung
Wie die frühere Karmeliterkirche bzw. Johanniskapelle innen ausgestaltet gewesen ist, war lange Zeit nicht bekannt. Im Laufe des 20. Jahrhunderts blätterte die Kalktünche an Pfeilern neben der Orgel ab und Fresken der Heiligen Barbara und Anna selbdritt kamen zum Vorschein. Die kleinen flämischen Messingleuchter in den Seitenschiffen und auf den Emporen gehen auf die Jahre 1628–1639 zurück. Die Glasfenster wurden 1927 von H. Bänder gestaltet, im Chorfenster Der lehrende Christus.

## Orgel
Ihre erste Orgel erhielt die Stadtkirche Moers 1673. Sie stammte aus der Werkstatt des Dortmunder Orgelbauers Johann Georg Alberti und war mit elf Registern relativ klein. Um 1787 wurde sie durch eine größere Barockorgel ersetzt. Geschaffen wurde diese von Johann Gerhard Schrey, einem Orgelbaumeister aus Wuppertal-Elberfeld. Der Orgelprospekt ist bis heute erhalten. Er steht unter Denkmalschutz.
Mit den Jahren erfuhr die Orgel mehrere Neu- und Umbauten um sie die steigenden Anforderungen und dem musikalischen Zeitgeist anzupassen. So wurde ihr Innenleben 1959 durch den Kölner Orgelbauer Willi Peter vollständig erneuert und erhielt weitere Manualwerke und Pedalregister. Sie wurde an die Disposition der barocken Orgel von 1787 angelehnt und hatte 38 klingende Register. Bis zur Renovierung der evangelischen Stadtkirche im März 2011 begleitete sie Gottesdienste und Konzertabende.
Anschließend musste die Orgel 2016 komplett gereinigt und generalüberholt werden. Gedeckt wurden die Kosten zum Großteil durch Pfeifenpatenschaften. Mit einem Umbau durch die Firma Orgelbau Oppel aus Schmallenberg wurde das Instrument auf 56 Register erweitert und technisch angepasst. Es erhielt eine elektrische Ton- und Registertraktur, zahlreiche zusätzliche Windladen und einen neuen Spieltisch. Die Erweiterungen stammen hauptsächlich aus englischen Orgeln des 19. Jahrhunderts. Seit Ende 2017 erklingt die Orgel im neuen Klang.
| Hauptwerk 1 |                 |        |
| 01.         | Principal (Aux) | 32'    |
| 02.         | Principal (Aux) | 16'    |
| 03.         | Open Diapason   | 08'    |
| 04.         | Gambe           | 08'    |
| 05.         | Clarabella      | 08'    |
| 06.         | Octava maior 0  | 04'    |
| 07.         | Quinte          | 02 ⁄3' |
| 08.         | Superoctave     | 02'    |
| 09.         | Posaune (Aux)   | 32'    |
| 10.         | Fagott (Aux)    | 16'    |
| 11.         | Tromba          | 08'    |

| Hauptwerk 2 |                |        |
| 12.         | Gedackt        | 16'    |
| 13.         | Praestant      | 08'    |
| 14.         | Rohrflöte      | 08'    |
| 15.         | Octava minor 0 | 04'    |
| 16.         | Kleingedeckt   | 04'    |
| 17.         | Sesquialter II | 02 ⁄3' |
| 18.         | Spillflöte     | 02'    |
| 19.         | Mixtur III-IV  | 02'    |
| 20.         | Trompete       | 08'    |

| Schwellwerk 1 |                    |     |
| 21.           | Principal (Aux)    | 32' |
| 22.           | Principal (Aux)    | 16' |
| 23.           | Bourdon            | 16' |
| 24.           | Lieblich Gedackt 0 | 08' |
| 25.           | Viola di Gamba     | 08' |
| 26.           | Celeste            | 08' |
| 27.           | Gemshorn           | 04' |
| 28.           | Superoctave        | 02' |
| 29.           | Posaune (Aux)      | 32' |
| 30.           | Fagott (Aux)       | 16' |
| 31.           | Cornopean          | 08' |
| 32.           | Oboe               | 08' |
|               | Tremulant          |     |

| Schwellwerk 2 |                 |         |
| 33.           | Principal       | 08'     |
| 34.           | Gemshorn        | 08'     |
| 35.           | Octave          | 04'     |
| 36.           | Nasard          | 02 ⁄3'  |
| 37.           | Echonachthorn 0 | 02'     |
| 38.           | Terz            | 01 3⁄5' |
| 39.           | Scharff II-III  | 01 ⁄3'  |
| 40.           | Dulcian         | 16'     |
| 41.           | Clairon         | 04'     |
|               | Tremulant       |         |

| Rückpositiv |                   |        |
| 42.         | Principal (Aux) 0 | 16'    |
| 43.         | Praestant         | 08'    |
| 44.         | Bordun            | 08'    |
| 45.         | Quintade          | 08'    |
| 46.         | Violine           | 08'    |
| 47.         | Principal         | 04'    |
| 48.         | Traversflöte      | 04'    |
| 49.         | Octave            | 02'    |
| 50.         | Nachthorn         | 02'    |
| 51.         | Quinte            | 01 ⁄3' |
| 52.         | Cymbel II-III     | 01'    |
| 53.         | Clairon           | 08'    |
| 54.         | Vox humana        | 08'    |
|             | Tremulant         |        |

| Pedal |                     |        |
| 55.   | Open Diapason (QS)0 | 32'    |
| 56.   | Principal (QS)      | 32'    |
| 57.   | Bourdon (QS)        | 32'    |
| 58.   | Bourdon             | 16'    |
| 59.   | Principal (Aux)     | 16'    |
| 60.   | Subbass             | 16'    |
| 61.   | Principal (Aux)     | 08'    |
| 62.   | Octave              | 08'    |
| 63.   | Pommer              | 08'    |
| 64.   | Principal (Aux)     | 04'    |
| 65.   | Tenoroctave         | 04'    |
| 66.   | Rauschwerk IV       | 02 ⁄3' |
| 67.   | Principal (Aux)     | 02'    |
| 68.   | Contraposaune       | 16'    |
| 69.   | Posaune             | 16'    |
| 70.   | Fagott (Aux)        | 16'    |
| 71.   | Tenorposaune        | 08'    |
| 72.   | Fagott (Aux)        | 08'    |
| 73.   | Trompete            | 04'    |
| 74.   | Fagott (Aux)        | 04'    |
| 75.   | Fagott (Aux)        | 02'    |

- Anmerkungen

(Aux) = Register der Auxiliarreihe
(QS) = Register mit Quintschaltung der Töne C-H
Jedes Werk kann jedem Manual in Äqual- (8‘), Sub- (16‘) oder Superoctavlage (4‘) zugeordnet werden.